# Cantón de Saint-Gervais-d'Auvergne
El cantón de Saint-Gervais-d'Auvergne era una división administrativa francesa, que estaba situada en el departamento de Puy-de-Dôme y la región de Auvernia.

## Composición
El cantón estaba formado por diez comunas:
- Ayat-sur-Sioule
- Biollet
- Charensat
- Espinasse
- Gouttières
- Sainte-Christine
- Saint-Gervais-d'Auvergne
- Saint-Julien-la-Geneste
- Saint-Priest-des-Champs
- Sauret-Besserve

## Supresión del cantón de Saint-Gervais-d'Auvergne
En aplicación del Decreto n.º 2014-210 de 21 de febrero de 2014, el cantón de Saint-Gervais-d'Auvergne fue suprimido el 22 de marzo de 2015 y sus 10 comunas pasaron a formar parte del nuevo cantón de Saint-Éloy-les-Mines.